# T.J. Brunson
Tremari Jerelle Brunson, detto T.J. (3 dicembre 1997), è un giocatore di football americano statunitense che milita nel ruolo di linebacker per i New York Giants della National Football League (NFL).

## Carriera

### New York Giants
Brunson al college giocò a football alla University of South Carolina dal 2016 al 2019. Fu scelto nel corso del settimo giro (238º assoluto) del Draft NFL 2020 dai New York Giants. Nella sua stagione da rookie mise a segno 3 tackle in 5 presenze.